# Meneito
Meneito/Meneaito (spanisch, von menear = (um)rühren) ist ein Gruppentanz, der in Reihen getanzt wird. Er ist auf der Féria de Cali (Kolumbien) 1992 entstanden und kam kurz darauf auch nach Europa, erlebte einen kurzen Hype in lateinamerikanischen Tanzlokalen, in denen Anfang/Mitte der 1990er Jahre Salsa und Merengue getanzt wurden. Die Musik entspricht dem Reggaetón. Im Laufe der 1990er Jahre wurde der Reggaetón nach und nach zu einem bedeutenden Musikstil in ganz Lateinamerika. Einer der ersten Welterfolge war Meneaito, dessen Original schon 1989 von Gaby aufgenommen worden war; er wurde nach 1990 mehrmals remixt und in vielen südamerikanischen Ländern in seinen diversen Versionen zu einem beliebten Club-Hit. Der Sound des Reggaetón wurde immer weiter perfektioniert und die Bewegung insgesamt kommerzialisiert.